# Saint-Étienne-de-Gourgas
Saint-Étienne-de-Gourgas là một xã thuộc tỉnh Hérault trong vùng Occitanie phía nam nước Pháp.